# Долно Перово
Долно Перово, понякого Долно Берово, (на македонска литературна норма: Долно Перово) е село в община Ресен, Северна Македония.

## География
Селото е разположено на юг от град Ресен, на брега на Преспанското езеро.

## История
Селото се споменава в османски дефтер от 1530 година под името Перова, хас на Байрам паша, мирмиран на Румелия, със 7 ханета гяури и 4 ергени гяури.
В XIX век Долно Перово е село в Битолска кааза, Нахия Горна Преспа на Османската империя. В 1845 година руският славист Виктор Григорович посещава селото и пише в „Очерк путешествия по Европейской Турции“:
| „ | В Перово, българско село, открих стара църква, посветена на Свети Атанасий, в която лежаха неупотребявани 20 ръкописни и 2 старопечатни славянски книги. | “ |

В „Етнография на вилаетите Адрианопол, Монастир и Салоника“, издадена в Константинопол в 1878 година и отразяваща статистиката на населението от 1873, Перово село (Pérovo-selo) е посочено като село със 72 домакинства и 198 жители българи.
Според статистиката на Васил Кънчов („Македония. Етнография и статистика“) от 1900 година Перово има 590 жители, всички българи християни.
На Етнографската карта на Битолския вилает на Картографския институт в София от 1901 година Перово е чисто българско село в Битолската каза на Битолския санджак със 105 къщи.
По време на Илинденското въстание в Перово са изгорени всички 85 къщи, убити са Босилко Митрев и Иван Къркяланов и е отвлечен добитъка. От селската чета, наброяваща 50 души, загива Георги Чавкалов. След въстанието селото получава помощи от българския владика Григорий Пелагонийски.
Нашето село... изгорѣ на 18. августь въ понедѣлникъ. Когато войски и башибозукъ го нападнаха, въ него не намѣриха никого. Изгориха ни кѫщитѣ и ни откараха живата стока. Цѣлото население се криеше между тръстиката въ езерото (Прѣспанското). Тия скривалища бѣхме приготвили прѣдварително по слѣдния начинъ: качвахме се на лодки и по пзвѣстни намъ канали прониквахме отъ къмъ вѫтрѣ въ гѫстата тръстика, която покрива езерото на голѣмо разстояние отъ брѣга му. Тръстиката е висока на мѣста 4, а на други 5 метра. Отрѣзваше се 20-30 см. високо надъ водата въ едно пространство отъ 5-7 кв. м. и се вързваше на снопчета, които се постилаха върху якитѣ стръкове. По такъвъ начинъ жилището за едно сѣмейство бѣше приготвено. То се настаняваше върху снопчетата, а за прѣдпазване отъ слънчевия пекъ одърътъ се покриваше пакъ съ тръстикови пречки. На близко едно мѣсто до първото скривалище по сѫщия начинъ се приготвяше друго за едно или нѣколко сѣмейства. Въ тия надезерни одри цѣлото население отъ Перово и много сѣмейства отъ съсѣднитѣ села се криеха повече отъ два мѣсеца, безъ ни най-малко да подозира войската или башибозука за това. Най-сетнѣ въ първитѣ дни на мѣсецъ септемврий нашитѣ жилища бѣха издадени и ние се видѣхме заобиколени отъ войски и башибозукъ, които убиха двама селяни старци. Тукъ биде убитъ и районния инспекторъ Панайотовъ. Населението слѣдъ това се пръсна по здравитѣ села, дѣто и до сега живѣе. Сѫщеврѣменно съ нашето село изгориха и ближнитѣ двѣ села Вълкодере и Покървеникъ. Тѣ сѫ малки селца отъ 10 и 35 кѫщи, нъ и двѣтѣ имаха много жива стока.
След въстанието в 1904 година цялото село (Берово) минава под върховенството на Българската екзархия. По данни на секретаря на екзархията Димитър Мишев („La Macédoine et sa Population Chrétienne“) през 1905 година в Перово има 600 българи екзархисти и функционира българско училище. Българската църква „Св. Атанас“ е построена през 1867 година.
Според преброяването от 2002 година селото има 175 жители.
| Националност     | Всичко |
| северномакедонци | 175    |
| албанци          | 0      |
| турци            | 0      |
| цигани           | 0      |
| власи            | 0      |
| сърби            | 0      |
| бошняци          | 0      |
| други            | 0      |

## Личности
Родени в Долно Перово
- Андрея Толев, български революционер, войвода на селска чета от Перово през Илинденско-Преображенското въстание[14]
- Ефтим Печенков, български революционер, войвода на селска чета от Перово през Илинденско-Преображенското въстание[15]
- Илия Чавкаловски (р. 1941), северномакедонски географ
- Тасе Ристе, българин, православен, арестуван преди април 1904 година, обвинен във „вклучване в българския комитет с бунтовническа цел да се наруши порядъкът“, осъден от Извънредния съд на доживотна каторга, лежал в Битолския затвор, амнистиран с общата амнистия от 12 април 1904 година[16]

Починали в Долно Перово
- Александър Панайотов (1878 – 1903), български военен и революционер

Свързани с Долно Перово
- Зоран Коняновски, северномакедонски политик, министър на отбраната от ВМРО-ДПМНЕ
- Стефан Лазов от Кривени, български революционер, войвода на четата на Перово в Илинденско-Преображенското въстание[17]